# Dōjō kun
Dōjō kun tradotto letteralmente significa regole del luogo in cui si pratica la Via.

## Shotokan
Il dojo kun del karate shotokan è sinonimo di ricerca del miglioramento attraverso lo studio del karate
e consistono in cinque principi che determinano lo sviluppo fisico e spirituale del praticante.
I dōjō kun avviano all'esercitazione della giusta condotta da tenersi e creano il nesso tra lo studio filosofico dell'arte marziale e lo studio pratico
della tecnica: le conoscenze della Via (dō) non devono
restare dei principi vuoti ma piuttosto forgiare il comportamento,
globalmente inteso, del praticante. I dōjō kun sono perno di un'esercitazione spirituale
incentrata sullo studio dell'arte marziale (Budō), in grado di
produrre progressi in ogni campo dell'azione umana, la sua comprensione
ha importanza quanto l'affinamento delle tecniche: prima e dopo l'allenamento,
durante la cerimonia del saluto, vengono pronunciati i dōjō kun; l'allievo più anziano di grado enuncia le frasi, ripetute da tutti gli allievi nella posizione del saluto. L'origine dei dōjō kun riporta agli
albori dell'arte marziale, si dice che il primo dōjō kun sia stato
codificato dal monaco buddhista Bodhidharma, nel monastero di Shaolin.

Nel karate furono codificati dal maestro Sakugawa di Okinawa
e sono stati tramandati fino a noi, come fondamento della pratica tradizionale.
Le cinque regole in giapponese sono:
一、人格完成に努むること
hitotsu, jinkaku kansei ni tsutomuru koto
一、誠の道を守ること
hitotsu, makoto no michi wo mamoru koto
一、努力の精神を養うこと
hitotsu, doryoku no seishin wo yashinau koto
一、礼儀を重んずること
hitotsu, reigi wo omonzuru koto
一、血気の勇を戒むること
hitotsu, kekki no yū wo imashimuru koto
- Per prima cosa cerca di perfezionare la tua anima. (Ricerca la perfezione del tuo carattere).

Questa prima regola sottolinea l'importanza dell'equilibrio nell'uomo.
L'esercizio marziale non coinvolge esclusivamente il corpo: il praticante deve osservare
con spirito critico in tutte le situazioni quotidiane che ostacolano
il perfezionamento di se stesso e deve affrontare le asperità interiori con lo stesso
vigore con cui intraprende l'esercizio fisico che gli consente
di affrontare le difficoltà esterne, lo spirito vigile e analitico deve guidarlo in tutte
le situazioni della vita: confusione, pregiudizio, presunzione, egoismo, sopravvalutazione
di se stessi, ingiustizia, autocommiserazione e sentimenti incontrollati
ostacolano il progresso sulla Via. Imparare a gestire la propria interiorità, al contrario, 
aiuta a raggiungere l'equilibrio e a vivere un'esperienza enormemente appagante,
se per altro l'allenamento fisico, con l'avanzare degli anni, conosce necessariamente
delle limitazioni, lo spirito, invece, deve e può essere perfezionato
fino alla morte.
- Per prima cosa cerca di essere sempre al servizio del bene. (Difendi le vie della verità).

Questa regola si esprime nella condotta di vita dell'uomo e nella disponibilità
a riconoscere il giusto rapporto tra se stessi e ciò che si ha attorno,
presupposto fondamentale per costruire giuste e rette relazioni con le altre
persone. Un rapporto proficuo si instaura solo se l'individuo è capace di
contemperare le proprie pretese personali con la dedizione e l'apertura verso gli altri, se
questo equilibrio viene messo a repentaglio da un comportamento egoistico o superficiale,
la comunicazione è soffocata; laddove si pretende più di quanto
si dà o si avallano pretese superiori a quanto si è disposti a corrispondere
o si promette molto e si mantiene poco, si suscita l'indignazione di quanti
si trovano a dover compensare lo squilibrio insorto con un sacrificio superiore al giusto.
L'equilibrio tra la pretesa e la disponibilità è il fondamento dello
spirito del budō: solo nella verità l'uomo è libero, la pratica di questo principio
rende consapevoli, umili e giusti.
- Il karate è via per rafforzare la costanza dello spirito (Cura il tuo spirito di ambizione).

Questa regola si riferisce alla realizzazione dell'uomo in relazione ai suoi obiettivi di vita, essa è intimamente connessa ai
primi due principi in quanto qualsiasi obiettivo richiede un'analisi approfondita e matura;
il progresso, nel budo, può essere conseguito solo attraverso regolarità
e costanza nell'esercizio. Le arti marziali possono essere apprese solo
con l'autodisciplina, la costanza e la perseveranza, 
la disciplina è la base di ogni progresso. Se tale regola non 
viene rispettata dagli allievi, qualsiasi sforzo di miglioramento è vano.

Si frequenta un Dojo perché si ha uno scopo, ma bisogna assumere la giusta condotta,
l'ambizione di nuovi obiettivi, in sé e per sé, non è una forza positiva, lo diventa solo
se associata ad un comportamento maturo, al senso della misura e alla conoscenza.
- Il karate è via di rispetto universale (Onora i principi dell'etichetta).

Questa regola si riferisce alle norme comportamentali che vanno conservate
se si vuol capire gli altri ed essere accettati. La giusta condotta rende l'individuo degno
di fede, aperto e semplice, rende possibile la comunicazione con gli altri
e contribuisce a mantenere l'armonia nelle relazioni interpersonali. L'etichetta consiste
nella forma comportamentale attraverso la quale una persona comunica ad un'altra di essere
disponibile ad un contatto aperto; senza le buone maniere la franchezza si tramuta
in grossolanità, il coraggio in rifiuto, l'umiltà in sottomissione,
il rispetto in servilismo e la cautela in timore: l'etichetta provvede
a mantenere la pace e l'armonia tra le persone.
Nelle arti marziali l'etichetta trova
espressione nei principi enunciati da Funakoshi:
Senza cortesia viene meno il valore del karate e il karate inizia col saluto e finisce col saluto. 

Egli definì cortesia e rispetto le basi di ogni educazione ed il saluto il loro simbolo più
importante. A livello avanzato tutti conoscono l'importanza del saluto; i praticanti
che lo oltraggiano con la propria negligenza si dimostrano immodesti, egoisti e incapaci
di adattamento: il modo in cui si effettua il saluto è specchio di sé, i modi
sbagliati non sono sempre voluti, rappresentano solitamente una reazione naturale di protezione
e timidezza, una maschera. Per questo nelle arti marziali l'etichetta non è solo forma,
ma vera e propria via per la ricerca della verità interiore,
poiché la pratica impone che la persona osservi e valuti correttamente il proprio
comportamento nei confronti degli altri e di sé stesso. 
- Per prima cosa cerca di astenerti da un comportamento violento. (Rinuncia alla violenza).

Questo principio coinvolge la condotta che porta alla formazione di un carattere degno
dell'essere umano ed alla sua convivenza con gli altri. Nel mondo animale
i modelli comportamentali sono istintivi e servono proprio alla conservazione
della specie, l'uomo può forgiare tali modelli grazie al proprio intelletto
ed alla propria conoscenza, controllando la misura delle proprie azioni.
L'elaborazione di questo concetto porta alla rinuncia della violenza fisica ed allo
stesso tempo definisce tutte le forme di ricorso alla violenza quali indegne dell'uomo.

Nel budo, e in particolare nel karate, si ricercano l'autocontrollo
e la gestione del comportamento; se i praticanti di livello avanzato,
capaci di arrecare ferite gravi, impiegassero le proprie capacità
come strumenti di supremazia nei confronti delle altre persone, costituirebbero
un pericolo per la società e sarebbero sostanzialmente indegni come individui.
Quando Funakoshi dice:  nel karate non c'è chi attacca per primo intende
dire che l'uomo in quanto essere dotato di intelletto ha la capacità
di trovare le vie della non violenza se affronta le situazioni
controllando il proprio io. Il karate è un'arte di autoperfezionamento
e, per raggiungere questo obiettivo, è necessario comprendere
a fondo tale principio. La soluzione violenta dei problemi interpersonali
è esecrabile e non consente una convivenza serena. L'esperienza secolare
mostra che, per eccellere nelle arti marziali, il dōjō kun deve accompagnare
la preparazione dei praticanti, indipendentemente dal livello, essi devono sottoporre
il loro comportamento a regolari raffronti con il dōjō kun, 
che è un parametro di apprendimento nel corso dell'allenamento ma anche uno specchio
dell'atteggiamento del singolo in relazione alla comunità.
Il dōjō kun riflette la proporzione tra giusto e sbagliato nel comportamento personale,
instaura l'equilibrio tra dare e avere ed impone il giusto rapporto tra pretesa e disponibilità.

## Judo

### [1]I precetti del Maestro Ichiro Abe
Il Maestro Ichiro Abe (安部一郎 Abe Ichirō , 12/11/1922 – 27/02/2022) 10° dan Kodokan, ha indicato alcuni precetti basilari sul comportamento da tenersi in un dojo (dōjō kun 道場訓). Le regole tradizionali, l’atteggiamento mentale e la cura del corpo che vengono suggeriti non sono mortificazioni imposte a chi pratica, ma costituiscono un costume che favorisce il lavoro collettivo e il progresso individuale.

#### Judo dojo kun 柔道の道場訓
- Tener sempre presente che il Dojo, oltre che luogo di pratica, è scuola morale e culturale.
- Entrare nell’area di pratica del Dojo con il piede sinistro ed uscirne con il destro, e non omettere mai di salutare, sia quando si accede che quanto si lascia l’area di pratica.
- Osservare scrupolosamente le regole generali della cortesia e quelle particolari del Judo
- Sforzarsi in ogni circostanza di aiutare i propri compagni di pratica evitando di essere per essi causa di imbarazzo o di fastidio.
- Rispettare le cinture di grado superiore ed accettarne i consigli senza obiezioni, dal loro canto le cinture superiori devono aiutare il miglioramento tecnico di coloro che sono meno esperti, con diligenza e cordialità.
- Quando non si pratica bisogna mantenere un contegno corretto e non permettersi mai posizioni ed atteggiamenti scomposti anche se si è estremamente affaticati.
- Mantenersi silenziosi e se necessario parlare sia solo per la pratica jodoistica e a bassa voce.
- Non allontanarsi mai dall’area di pratica senza prima averne avuto il permesso dall’insegnante o da chi ne fa le veci.
- Curare la pulizia e l’integrità del Judogi ed il suo riassetto che deve essere sempre effettuato ogni volta che è necessario.
- Mantenere sempre un’elevata igiene personale.
- Le unghie delle mani e dei piedi devono essere tagliate molto corte.
- Durante l’allenamento, e ancor meglio prima di esso, bisogna togliersi catenine, bracciali, anelli e quanto altro possa procurare danni a sé stessi e ai propri compagni di pratica.
- Rispettare l’orario dei corsi (salvo particolari autorizzazioni).
- Non allontanarsi dai Dojo prima della fine della lezione dell’insegnante.
- All’inizio e alla fine di ogni lezione, l’insegnante e gli allievi si salutano reciprocamente. I praticanti si dispongono ordinatamente in fila sul bordo del tappeto di fronte all’insegnante. Il Judoka con cintura di grado più elevato si pone alla estremità del lato d’onore della sala, seguito gerarchicamente dagli altri. Tutti devono osservare che il loro Judogi sia in ordine.
- Quando si cessa la pratica e quando si frequenta il Dojo senza poter praticare, osservare con attenzione quanto avviene nell’area di pratica e seguire le spiegazioni in atto per trarne egualmente proficuo insegnamento.

SE NON SIETE CONVINTI DI SEGUIRE QUESTE REGOLE, NON ENTRATE NEL DOJO: OGNI INSEGNAMENTO SAREBBE INUTILE PER VOI, E IL VOSTRO ATTEGGIAMENTO SAREBBE DI DANNO PER GLI ALTRI.